# Традиційний чай
Традиційний чай (англ. Orthodox tea) — листовий чай, що у процесі переробки підв'ялюється та скручується, тобто переробляється у традиційний спосіб. Термін «традиційний чай» вживається як антонім терміна «гранульований чай», а саме — означає чай, що не підлягає подрібненню та скручуванню за технологією CTC (англ. Cut, tear & curl), яка передбачає прохід чайного листа через спеціальні валики з зубцями. Традиційними також не можна вважати пресовані чаї — цегельний чай, пуер тощо.